# スウェーデン南方会社

ニュースウェーデン（青紫）とニューネーデルラント（赤紫）

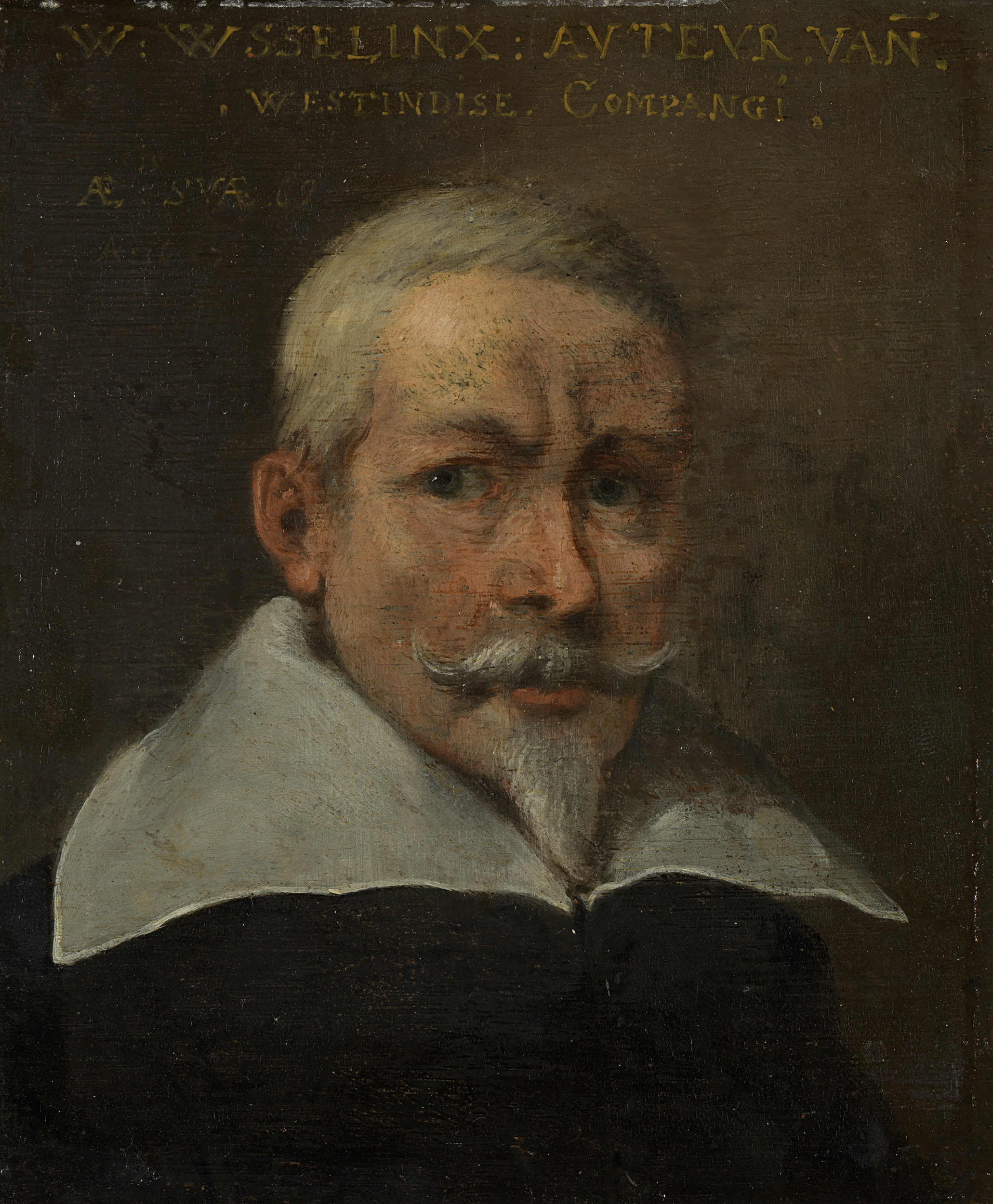
オランダ西インド会社およびスウェーデン南方会社の創設者、ウィレム・ウスセリンクス

ニュースウェーデン会社としても知られているスウェーデン南方会社（スウェーデン語:Söderkompaniet、Nya Sverige-kompaniet）は、1626年に設立されたスウェーデンの貿易会社であり、スウェーデンとその北アメリカ植民地であるニュースウェーデンの間の貿易を支援していた。植民地はウィレム・ウセリンクス（Willem Usselincx）によって構想され、スウェーデンの最初の大西洋横断貿易プロジェクトとなった    。

## 歴史
アントワープ生まれのウィレム・ウセリンクスは海外で働いた後、1591年にオランダに戻ってアメリカとの貿易会社（当時の用語で言う「カリブ海会社」）を設立しようとした。彼の構想は最終的に1621年にオランダ西インド会社という形で結実したが、それは彼の当初思い描いていた姿とは大きく異なっており、失望から国を離れた。そしてダンツィヒに向かう途中、イェーテボリでスウェーデン王グスタフ・アドルフに自らのアイデアを売り込む機会を得た。
王は彼のアイデアに興奮し、高く評価した。1624年12月21日にはアジア・アフリカ・アメリカ（Magellanica）を対象とする貿易会社の設立を依頼した。1626年6月6日、スウェーデン南方会社に特許状が出され、1627年5月1日から12年間の貿易と植民に関する極めて大きな独占権が認められた  。
しかし、戦争（Polish–Swedish War (1626–1629)が始まったことなどから事態は進まなくなり、ウセリンクスは1629年初頭に一度オランダに帰国した。
その後、三十年戦争中の1632年10月にニュルンベルクでウセリンクスと会見した王は彼の新たな計画を認めた。翌年の1633年4月に宰相オクセンシェルナは新しい特許状を出した。ネルトリンゲンの戦いによるスウェーデンの退勢で一時中断を余儀なくされたが、その後、北米のニュースウェーデン植民地が設立された 。
会社はスウェーデン王からタバコの独占権を1641年に与えられたが、それを1649年に失った。1655年にニュースウェーデンはニューネーデルラントに併合された。これはスウェーデン南方会社の活動に終止符を打ち、会社は1680年に解散した。